# تركة سفلي (مقاطعة دالاهو)
تركة سفلي (بالفارسية: ترکه سفلی) هي قرية تقع في قسم غوراني الريفي (مقاطعة دالاهو) في إيران. يقدر عدد سكانها بـ 12 نسمة بحسب إحصاء 2016.